# اللغة البوجبورية
البوجبوري (भोजपुरी بوجپوري ‎[ˈbʱo:dʒpʊri:]‏) هي لغة إقليمية محكية في أجزاء من شمال الهند الأوسط وشرقها. يتكلمها بها أهل الجزء الغربي من ولاية بيهار، الجزء الشمالي الغربي من ولاية جهارخاند، منطقة بيرفنشال بأتر برديش؛ فضلا عن المنطقة المتاخمة للسهول الجنوبية في نيبال. بوجبيري محكية أيضا في غيانا وفي السورينام وجزر الكاريبي تعرف ب لغة هندية كاريبية، علاوة عن جزر فيجي، وترينيداد وتوباغو، وموريشيوس.

## موضوعات متعلقة
- قائمة اللغات البهارية